# Sennius durangensis
Sennius durangensis là một loài bọ cánh cứng trong họ Bruchidae. Loài này được Johnson & Kingsolver miêu tả khoa học năm 1973.